# Náhuat
Cet article concerne la langue pipile. Pour le peuple pipil, voir Pipils.
Ne doit pas être confondu avec Nahuatl.
Le náhuat est une langue amérindienne de la famille uto-aztèque parlée au Salvador par les Pipils (également de façon plus minoritaire au Nicaragua où la langue est localement connue sous le nom de nicarao). C'est un dialecte du nahuatl parlé plus largement au Mexique. Les locuteurs appellent leur langue nawat (aussi transcrit  nahuat), mais les linguistes et ethnologues utilisent plutôt l'ethnonyme pipil pour éviter les confusions. 
La confusion de la langue nahuat du Salvador avec le nahuatl mexicain est fréquente, certains experts pèchent en disant qu'ils parlent la langue d'origine du Salvador, cependant, la morphologie et la phonétique qu'ils utilisent indiquent clairement qu'ils ont en fait appris le nahuatl mexicain.
Le nombre de locuteurs est très faible et la langue est presque éteinte.  Il y a une infime minorité de personnes qui parlent encore la langue maternelle Pipil. Mais cette minorité représente environ un pour cent de la population. Les locuteurs Pipil de nos jours au Salvador sont pour la plupart des personnes âgées.